# Балет Пенсильвании
Балет Пенсильвании (англ. Pennsylvania Ballet) — американская балетная компания, действующая с 1963 г. в Филадельфии.

## История
У истоков компании стояла балетмейстер Барбара Вайсбергер, последовательница Джорджа Баланчина.
В 1968 г. впервые гастролировал в Нью-Йорке.
В 2004 году заметную и весьма успешную, хотя и далеко отклонившуюся от оригинального либретто, постановку «Лебединого озера» П. И. Чайковского осуществил на сцене Балета Пенсильвании Кристофер Уилдон (англ. Christopher Wheeldon). В 2009 году привлекло к себе внимание осуществлённое Балетом Пенсильвании возобновление «Щелкунчика» в постановке Джорджа Баланчина, показанное во многих городах США, — впрочем, критика отмечала, что этот впечатляющий спектакль с обилием спецэффектов и массовым участием детей-актёров вызывает определённые сомнения с точки зрения собственно балетного искусства. В репертуаре балета присутствуют и другие классические названия («Сильфида», «Коппелия») наряду с экстравагантными и экспериментальными постановками — например, балетом «Дракула» по Брэму Стокеру на музыку Ференца Листа.
Артисты Балета Пенсильвании приняли участие в съёмках фильма «Чёрный лебедь» Даррена Аронофски (2010).